# Tractor amarillo
Tractor amarillo (literalment en català, tractor groc) és un senzill del grup dels anys 90 Zapato Veloz, convertit posteriorment en un èxit internacional. Publicat a la seva primera gravació, Convinado de tacón (sic), va ser llançat al mercat oficialment en el disc Ponti 'country' la pared. Aquest senzill, sota la producció de Mikel Herzog, que treballava per Virgin Records a Espanya, va ser publicat l'any 1992.

## Antecedents
El 1992, la banda estava formada per Javier Díaz Gotín, José Carlos Álvarez Fernández i Mario Mosteiro, oriünds de Trubia (Astúries). Mentre José Carlos complia el servei militar obligatori de l'època, Javier anava component temes, que van veure la llum en el seu primer enregistrament, Convinado de tacón, el qual incloïa «Tractor amarillo». Després del llançament del senzill, el president del Grup Covadonga (Asociación Cultural Deportiva Gijonesa), Luis Ángel Varela, s'interessa pel grup per a que actuï a les festes de la Santina. Així, el 8 de setembre de 1991, comença el mite de "Zapato Veloz".
Abans que gravessin el que seria el seu primer disc de format professional, Víctor abandonà la formació, i els altres components es traslladen a Barcelona per gravar Ponti 'country' la pared, sota la producció de Mikel Herzog. L'àlbum incloïa un total de 10 cançons, entre les quals destaca «Tractor amarillo», llançat com a primer senzill. Posteriorment, publiquen un maxisingle amb remescles i actuen com a caps de cartell en moltes festes majors arreu d'Espanya.
A inicis de 1993 publiquen el seu segon treball, de nom homònim, llençant dos senzills «Manolí el Piruleta» i «La tribu comanche». Van ser convidats el 1993 i 1994 a participar en el Festival Internacional de Música d'Acapulco (Mèxic), on van coincidir amb cantants com Sting o Gloria Estefan com a caps de cartell i amb Maná, que actuaven com a teloners del grup. Finalment, «Pa 'Tokiski» va ser el seu tercer treball, publicat a finals de 1993 amb 10 noves cançons.

## Fama internacional
El Tractor Amarillo es va convertir en la cançó de l'estiu de 1992, posant-se de moda fins al punt de canviar l'imaginari col·lectiu com si els tractors fossin tots de color groc. L'ska folklòric d'aquest grup sonava allà on anés. Tant és així que a la Xina, al Japó i a Rússia encara continua sonant la seva lletra com un himne, generant així drets d'autor per al seu compositor, Javier Díaz Gontín. També es van crear nombroses versions als països de parla hispana, com la del cubà Roberto Torres. Amb posterioritat, el grup es va retrobar el 2018 de la mà del productor Juan Miguel Osuna fent directes i nous enregistraments dels antics temes i de noves cançons, commemorant els 28 anys del senzill «Tractor amarillo» amb versions pop i electrollatí.
A través de la discogràfica d'Ozuna es va tornar a llançar una versió actualitzada del tema, juntament amb altres temes del grup a l'àlbum: The Tractor Amarillo returns.